# Tony Granz
Tony Granz (* 14. Juni 1987 in Schmalkalden) ist ein deutscher ehemaliger Basketballspieler. Der 2,05 Meter lange Innenspieler stand während seiner Laufbahn unter anderem in Diensten des Erstligisten Braunschweig und war U20-Nationalspieler.

## Laufbahn
Der gebürtig aus dem thüringischen Schmalkalden stammende Granz schaffte in der Saison 2005/06 beim TuS Jena den Sprung in den Zweitligakader. Im Sommer 2007 nahm er mit der deutschen U20-Nationalmannschaft an der B-Europameisterschaft in Polen teil.
Zum Spieljahr 2007/08 wechselte Granz zu den Phantoms Braunschweig in die Basketball-Bundesliga. Bis 2010 stand er dort unter Vertrag und bestritt in dieser Zeit sechs Einsätze in der höchsten deutschen Spielklasse, während der vornehmlich für die Kooperationsmannschaft des Bundesligisten, die SG Braunschweig, in der 2. Bundesliga ProB auf dem Feld stand.
In der Saison 2010/11 verstärkte Granz die Herzöge Wolfenbüttel in der 2. Bundesliga ProB, spielte 2012/13 für die zweite Herrenmannschaft der SG Braunschweig in der 2. Regionalliga und in der Saison 2013/14 abermals für die Herzöge Wolfenbüttel. Im Januar 2014 verließ er die Mannschaft.